# Аллё, Лоран
Лоран Матьё Аллё (фр. Laurent Mathieu Halleux; 24 января 1897, Одимон, ныне в составе Вервье — 1964) — бельгийско-американский скрипач и альтист.
В 1912 году выиграл в Вервье городской конкурс скрипачей имени Анри Вьётана, благодаря чему получил приглашение в Брюссельскую консерваторию в класс Сезара Томсона и в состав новосозданного струнного квартета Pro Arte. Консерваторию Аллё окончил с отличием в 1914 году, а в составе квартета Pro Arte оставался до 1943 года, в первые годы меняясь пультами с Альфонсом Онну, но в итоге уступив ему первенство и заняв пульт второй скрипки. В составе квартета в 1940 г. переехал в США, где коллектив стал резидентом Висконсинского университета в Мадисоне. В 1945 г. получил американское гражданство.
После ухода из Pro Arte в 1943 году играл на альте в оркестре киностудии Metro-Goldwyn-Mayer. Затем присоединился как альтист к возрождённому Лондонскому струнному квартету, в составе которого играл до окончательного роспуска коллектива в 1952 году. В сезоне 1952—1953 гг. замещал Денеша Коромзаи за пультом альта в Венгерском квартете, затем до 1958 г. играл в квартете Рота. Вёл также педагогическую работу. В 1962 году вернулся в Бельгию.
Собранная Лораном Аллё обширная коллекция нот, преимущественно квартетного репертуара, включая ряд уникальных автографов, была передана его дочерью в дар Брюссельской консерватории.